# Alchemilla pseudocartalinica
Alchemilla pseudocartalinica es una especie de planta del género Alchemilla, perteneciente a la familia Rosaceae.

## Taxonomía
Alchemilla pseudocartalinica fue descrita por Serguéi Yuzepchuk en 1934.

## Distribución
Se encuentra en el territorio de Turquía hasta Afganistán.